# Cama (zoologia)
Il cama è un ibrido tra un maschio di dromedario e una femmina di lama, prodotto attraverso l'inseminazione artificiale al Camel Reproduction Centre di Dubai (Emirati Arabi).
Il 14 gennaio 1998, presso il Centro di riproduzione Camel a Dubai è nato il cama di nome Rama, primo incrocio economicamente valido al mondo, tra un camelide ed un lama. L'obiettivo era quello di creare un animale in grado di produrre una maggior quantità di lana di lama, con le dimensioni e la forza di un cammello e un temperamento cooperativo.

## Descrizione
Il cama ha le dimensioni e la forza, nonché colore del pelo ed aspetto in genere, più simile a quello del dromedario, mentre di temperamento è più cooperativo, come lo è il lama.

## Riproduzione
A quattro anni, i cama diventano sessualmente maturi e sono interessati alle femmine di lama e di guanaco.
Nonostante i circa 2-3 milioni di anni di separazione evolutiva,  i camelidi sia del Vecchio Mondo e sia del Nuovo Mondo hanno mantenuto lo stesso numero di cromosomi rendendo possibile questo incrocio tra non solo due specie diverse, ma anche generi distinti, molto più facile e con più probabilità di produrre prole fertile.